# Camila Gómez Ares
Camila Gómez Ares (Buenos Aires, Argentina, 26 de octubre de 1994) es una futbolista argentina que se desempeña como volante central en Boca Juniors de la Primera División A de Argentina. Desde 2010 es internacional absoluta con la selección argentina

## Comienzos
Camila Gómez Ares nació el 26 de octubre de 1994 en Buenos Aires; forma parte de una familia con dos hermanos, Lucila y Ramiro, jugador de la Selección Argentina de fútbol de salón de la CAFS. A los 4 años dio sus primeros pasos en el fútbol infantil del Club Defensores de Florida.
A los 7 años fue la primera mujer en jugar el torneo de Baby fútbol CAFI de Vicente López, Buenos Aires Argentina en la categoría preinfantil, en el Club Villa Pearson de la localidad de Florida. A los 8 años jugó el torneo FAFI de AFA representando al Club All Boys del barrio de Saavedra.
Unos años después comenzó a jugar en el Club Los Andes de Munro.
Fue en esta institución en la que se forjó en el buen juego, bajo la experimentada enseñanza de Rodolfo Micheli, pionero maestro del fútbol femenino argentino.
Con Los Andes, comenzó a jugar fútbol reducido y participar competitivamente, alcanzando importantes logros a la edad de 12 años, y convirtiéndose en goleadora de sus equipos. Incluyendo participaciones en diversas ediciones de los Torneos juveniles bonaerenses:
- Torneos juveniles bonaerenses: Medalla de Oro 2007
- Juegos Nacionales Evita: Medalla de Plata 2008
- Torneos juveniles bonaerenses: Medalla de Plata 2008
- Torneos juveniles bonaerenses: Medalla de Oro 2009
- Torneos juveniles bonaerenses: Medalla de Broce 2010

## Trayectoria profesional
En el año 2009, a los 14 años, debutó en la primera división del Club Atlético River Plate. En ese mismo año recibe su primera citación para sumarse a la Selección Argentina Sub-17. El 31 de enero de 2010, hace su debut en el Campeonato Sudamericano de esa categoría en San Pablo con un empate 1 a 1 frente a su par de Chile. En 2011, con solo 16 años es citada a la Selección Femenina Sub-20, con la que jugó su primer Campeonato Sudamericano de la categoría en Curitiba, Brasil en 2012. Volvió a formar parte del plantel de la Selección Sub-20 en el campeonato de 2014 en Fray Bentos, Uruguay. También en 2012, participó de su primer mundial de la categoría en Japón. En 2013 pasa a jugar para UAI Urquiza, donde solo estuvo por una temporada. En 2014 fichó para Boca Juniors. Con Boca Juniors jugó la Copa Libertadores Femenina en 2014. En 2014 es convocada por primera vez a integrar la selección mayor, con la que participó en los Juegos Odesur, obteniendo la Medalla de Oro y posteriormente en la Copa América Femenina 2014, consiguiendo un cuarto puesto que le da la clasificación a los Juegos Panamericanos de 2015 a disputarse en Toronto, Canadá. En 2014 participa con la Selección Argentina Femenina Absoluta en el Torneo Cuadrangular Internacional de Fútbol Femenino, en la ciudad de Brasilia. En 2015 en el mes de julio, disputa Juegos Panamericanos de 2015 con la selección mayor.
En 2016 Camila además de jugar para Boca Juniors Futbol Femenino de campo, comienza su participación oficial en el torneo AFA 2016 de Futsal Femenino, integrando el equipo de primera división de Kimberley Atlético Club. 
El 2022 fue un gran año para Gómez Ares, junto a Boca Juniors se coronó campeona del Campeonato de Primera División A 2022 y también fue finalista de la Copa Libertadores Femenina 2022 cayendo en la final frente a Sociedade Esportiva Palmeiras.
En enero de 2023 se desvincula de Boca   para en febrero sumarse al plantel de Universidad de Concepción. En su primer partido por la escuadra forera debutó con un póker de goles frente a Deportes Puerto Montt. Cerro tal semestre sumando 13 goles en la fase regular del campeonato.
En Julio del mismo año fue convocada para disputar la Copa Mundial Femenina 2023
El 10 de agosto de 2023, regreso a Boca Juniors, donde firmó contrato hasta diciembre de 2024.

## Clubes
| Club                      | País      | Temporadas  | Goles |
| ------------------------- | --------- | ----------- | ----- |
| River Plate               | Argentina | 2010 - 2012 | 3     |
| UAI Urquiza               | Argentina | 2012 - 2013 | 2     |
| Boca Juniors              | Argentina | 2014 - 2022 | 21    |
| Universidad de Concepción | Chile     | 2023        | 13    |
| Boca Juniors              | Argentina | 2023 - Act. |       |

## Selección nacional
Forma parte de la selección que clasificó al mundial de Francia 2019.
El 8 de julio de 2023 se confirmó la lista de 23 convocadas al Mundial Femenino Australia/Nueva Zelanda 2023, siendo Gómez Ares parte de la misma, jugando así su primer mundial mayor.

#### Participaciones en Copas del Mundo
| Mundial                                 | Sede                     | Resultado      | Partidos | Goles |
| --------------------------------------- | ------------------------ | -------------- | -------- | ----- |
| Copa Mundial Femenina de Fútbol de 2023 | Australia/ Nueva Zelanda | Fase de grupos | 1        | 0     |

### Otras participaciones
| Selección                                        | Torneo                                 | Año  | Ciudad            | País    | PJ | Ubicación                                 |
| ------------------------------------------------ | -------------------------------------- | ---- | ----------------- | ------- | -- | ----------------------------------------- |
| Selección femenina de fútbol Sub-17 de Argentina | Sudamericano Sub-17                    | 2010 | San Pablo         | Brasil  | 3  | Quinto                                    |
| Selección femenina de fútbol Sub-20 de Argentina | Sudamericano Sub-20                    | 2012 | Curitiba          | Brasil  | 7  | Subcampeón Medalla de Plata               |
| Selección femenina de fútbol Sub-20 de Argentina | Copa Mundial Femenina de Fútbol Sub-20 | 2012 | Kobe - Sendai     | Japón   | 3  | Octavo                                    |
| Selección femenina de fútbol Sub-20 de Argentina | Sudamericano Sub-20                    | 2014 | Fray Bentos       | Uruguay | 3  | Octavo                                    |
| Selección femenina de fútbol Sub-20 de Argentina | Juegos Suramericanos                   | 2014 | Santiago de Chile | Chile   |    | Medalla de Oro                            |
| Selección femenina de fútbol de Argentina        | Copa América Femenina 2014             | 2014 | Quito             | Ecuador | 1  | Cuarto Clasificación Juegos Panamericanos |
| Selección femenina de fútbol de Argentina        | Juegos Odesur                          | 2014 | Santiago de Chile | Chile   | 1  | Campeón Medalla de Oro                    |
| Selección femenina de fútbol de Argentina        | Juegos Panamericanos                   | 2015 | Toronto           | Canadá  | 1  | Octavo                                    |

## Palmarés

### Campeonatos locales
| Título                        | Club         | País      | Año  |
| ----------------------------- | ------------ | --------- | ---- |
| Supercopa Fútbol Femenino     | Boca Juniors | Argentina | 2015 |
| Primera División              | Boca Juniors | Argentina | 2020 |
| Primera División              | Boca Juniors | Argentina | 2021 |
| Superfinal de Fútbol Femenino | Boca Juniors | Argentina | 2021 |
| Primera División              | Boca Juniors | Argentina | 2022 |

## Vida personal
En 2017, terminó la carrera de periodismo deportivo en la escuela Tea & Deportea. En 2018, comenzó a estudiar la carrera de Entrenador de fútbol en ATFA.